# Asmate diluta
Asmate diluta là một loài bướm đêm trong họ Geometridae.